# Casa Monica Hotel

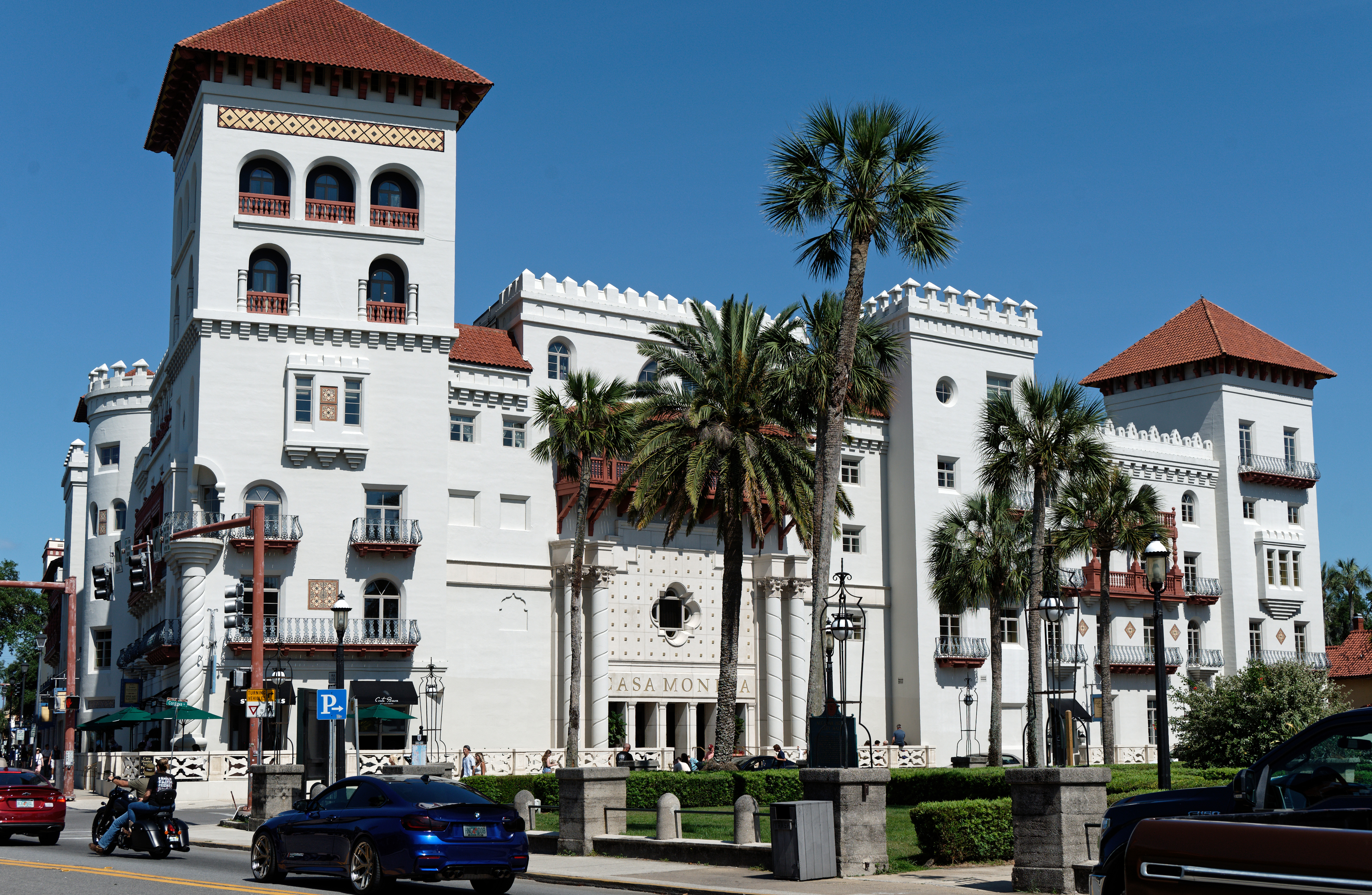
El Hotel Casa Mónica en 2022

El Hotel Casa Mónica es un hotel histórico ubicado en St. Augustine, Florida, en los Estados Unidos. Originalmente se llamó Casa Mónica, luego Hotel Córdoba, luego Anexo Alcázar, y ahora vuelve a tener su nombre original. Es uno de los hoteles más antiguos de los Estados Unidos y es miembro de los Hoteles Históricos de América en el Fondo Nacional para la Preservación Histórica.

## Historia
Fue inaugurado en 1888 por Franklin W. Smith, un notable reformador social y entusiasta de la arquitectura victoriana que se ganó un lugar en la historia de Florida por interesar a Henry Flagler en invertir en el estado. El material de construcción fue hormigón vertido, del que Franklin Smith fue un destacado experimentador. El acabado exterior original era natural, dejando visibles las marcas de vertido horizontales y haciendo juego con otras grandes estructuras de la época de Flagler en el centro de St. Augustine. Desafortunadamente, el exterior fue alterado cubriéndolo con un material moderno (estuco) en la década de 1960. El estilo arquitectónico fue neoárabe y el nebarroco español, en el que Smith también fue un promotor pionero. Su propia casa de invierno, Villa Zorayda, a solo una cuadra al oeste, fue el primer edificio del Renacimiento moro en St. Augustine. El Sun Parlor era su habitación más notable, pero fue destruida después del cierre del hotel.
Poco después de completarlo, Smith tuvo dificultades financieras y lovendió, incluidos todos los accesorios, muebles, ropa de cama y todos los demás bienes muebles, por $ 325,000 al magnate petrolero y ferroviario Henry Flagler. Al comprarlo, Henry Flagler cambió el nombre de Casa Monica a Cordova Hotel. Flagler, uno de los fundadores, con John D. Rockefeller, de la Standard Oil Company, ya poseía dos hoteles en St. Augustine, el Hotel Ponce de León (ahora Flagler College) y el Hotel Alcázar (ahora City Hall y Lightner Museum). De 1888 a 1902, presentó fiestas, bailes, ferias y eventos benéficos.
La famosa agencia de viajes "Ask Mr. Foster" tenía su sede en el hotel. Fue iniciado por Ward G. Foster de St. Augustine, se convirtió en un negocio nacional y fue propiedad durante un tiempo en el siglo XX de Peter Ueberroth, una vez Comisionado de Béisbol. El edificio una vez contó con un marcador histórico como el lugar de nacimiento de la agencia, pero se ha eliminado en los últimos años.
En 1902, se construyó un puente corto sobre la calle Córdoba que conectaba los segundos pisos de este y el Hotel Alcázar. Al finalizar el puente, este fue rebautizado nuevamente, esta vez como Anexo Alcázar. En 1903, ambos se consideraron un solo hotel y se anunciaron como "ampliados y redecorados". En 1932, se cerró debido a la Gran Depresión, y en 1945 se eliminó el puente.

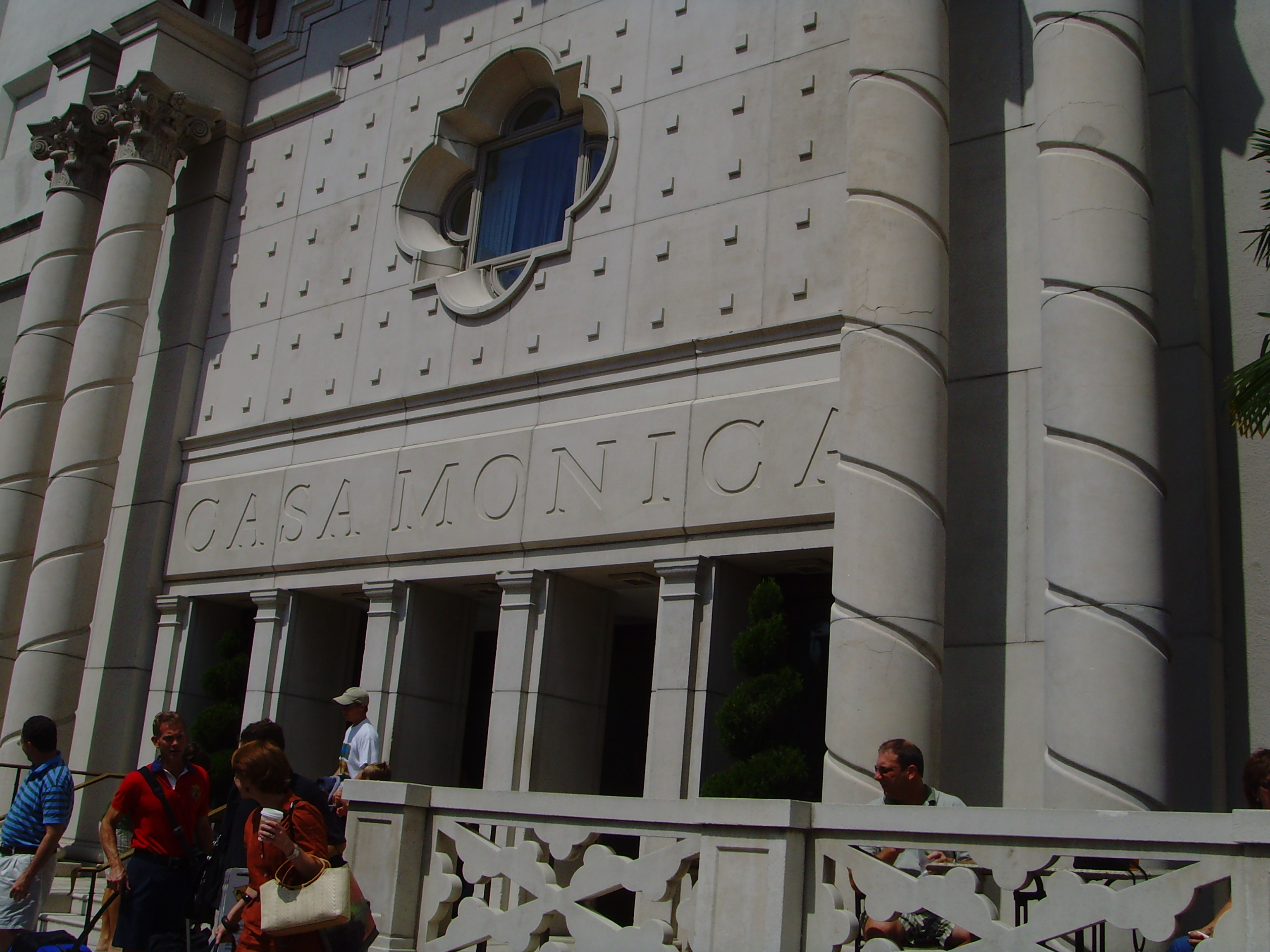
Entrada al Hotel Casa Mónica

## Finales delsigloXX
En febrero de 1962, la Comisión del Condado de St. Johns votó para comprar el antiguo Hotel Casa Mónica por $250,000 para usarlo como Palacio de Justicia del Condado de St. Johns. En 1964, el vestíbulo del hotel entonces vacante se usó para albergar perros policía que se usaron contra los manifestantes de derechos civiles durante la campaña masiva encabezada por el Dr. Martin Luther King Jr. y el Dr. Robert Hayling, ver Movimiento de San Agustín. La renovación tardó más de seis años en completarse. Finalmente se dedicó como palacio de justicia en mayo de 1968 y desempeñó esa función hasta la década de 1990, albergando oficinas gubernamentales y archivos, así como salas de audiencias. Una característica notable del palacio de justicia fueron los murales del artista Hugo Ohlms, cuyo trabajo distintivo también se presentó en la cercana Catedral Católica y en el Ponce de León Motor Lodge (otro hito de los derechos civiles, donde ocurrió el arresto de la Sra. Peabody, la madre de 72 años del gobernador de Massachusetts, mientras intentaba ser atendida en un grupo racialmente integrado, llegó a los titulares nacionales en 1964). Los murales de Ohlms se quitaron cuando el palacio de justicia fue remodelado en su segunda encarnación como hotel. También se quitaron las vidrieras de la balanza de la justicia que había estado en la ventana de cuatro hojas sobre la puerta principal.

## Renovación
En febrero de 1997, Richard Kessler, que anteriormente había estado involucrado con la cadena Days Inn, estaba creando su propia colección de alojamientos Kessler. Compró el edificio del condado de St. Johns por $ 1,2 millones y comenzó a remodelarlo para convertirlo nuevamente en un hotel. La oficina del Recaudador de Impuestos del condado y la oficina del Tasador de Propiedades recibieron hasta 1998 para reubicarse, por lo que los trabajadores tuvieron que evitar una sección del edificio durante varios meses. La renovación se completó en menos de dos años y la propiedad se inauguró en diciembre de 1999 con el nombre original de "Hotel Casa Mónica" (el nombre proviene de Santa Mónica, la madre norteafricana de San Agustín, obispo de Hipona, para quien se nombra la Ciudad Antigua). Richard Kessler y el arquitecto Howard W. Davis decidieron mantener el estilo histórico del Renacimiento morisco del hotel. Tina Guarano Davis pintó la carpintería de estilo morisco en el vestíbulo del hotel. El letrero de Casa Mónica en el lado del hotel de Cordova Street cubre un letrero anterior del Palacio de Justicia del Condado de St. Johns. Los funcionarios estatales de preservación histórica les dijeron que conservaran el letrero del juzgado, por lo que lo cubrieron en lugar de quitarlo. El enorme asta de la bandera en la parte superior del hotel es en realidad un pararrayos.
Hoy, opera como parte de la Colección Kessler con sede en Orlando, Florida.

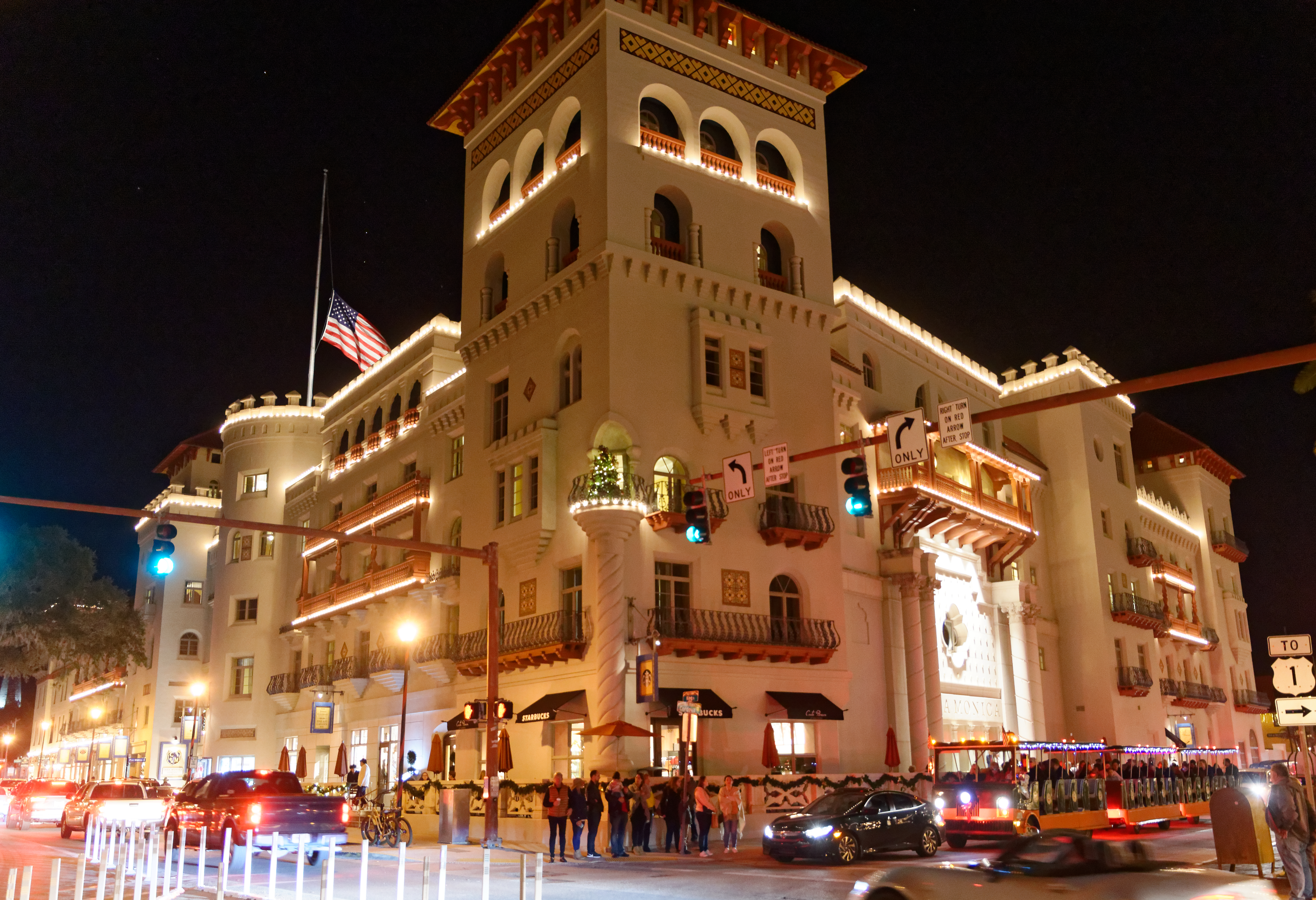
el hotel de noche